# 실제 특수 효과

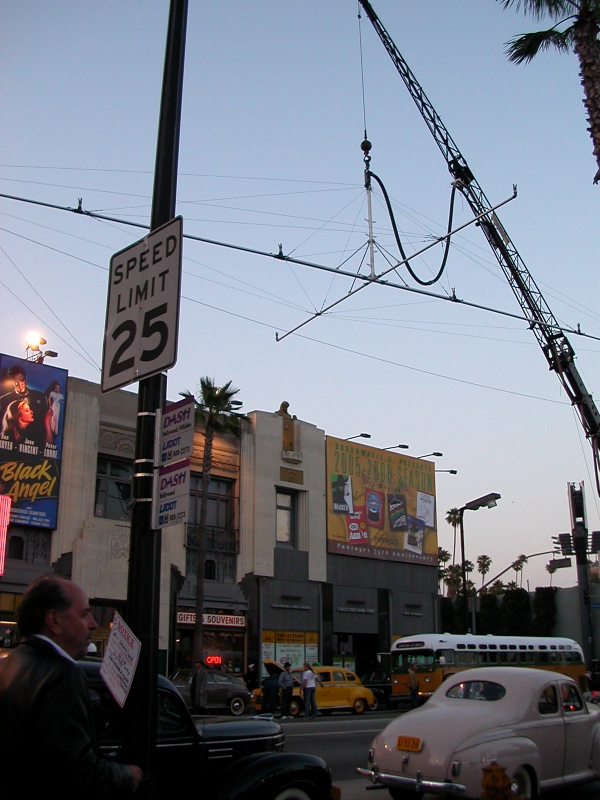
비 내리는 모습을 만드는 데 사용되는 스프링클러 시스템인 레인 메이킹 장비를 갖춘 블랙 달리아 (영화)의 촬영 장소 - 일반적인 실제 특수 효과

실제 특수 효과 또는 프래티컬 이펙트(practical effect)는 컴퓨터로 생성된 이미지나 기타 후반 작업 기술을 사용하지 않고 물리적으로 생성된 특수 효과이다. 일부 상황에서 "특수 효과"는 사진 조작이나 컴퓨터 생성을 통해 후반 작업에서 생성되는 "시각 효과"와 달리 "실제 특수 효과"의 동의어로 사용된다.
액션 영화의 주요 요소 중 상당수가 실제 특수 효과이다. 총격, 총상, 비, 바람, 불, 폭발은 모두 실제 특수 효과에 능숙한 사람이 영화 세트장에서 제작할 수 있다. 컴퓨터로 생성된 이미지와 달리 메이크업, 보철물, 가면, 인형을 사용하여 제작된 인간이 아닌 캐릭터와 생물체도 실제 특수 효과의 예이다.

## 같이 보기
- 특수 효과
- 컴퓨터 생성 이미지
- 시각 효과
- 광학